# Himilce
Himilce, née au cours du IIIe siècle av. J.-C. et morte en 214 av. J.-C., est une princesse ibère d'Oretania.

## Biographie
Elle est la fille de Mucro qui est roi de Castulo, une ancienne ville ibérique près de l'actuelle Linares. Elle est donnée en mariage au IIIe siècle av. J.-C. au général carthaginois Hannibal Barca pour sceller l'alliance entre Carthage et l'Oretania peu avant le début de la deuxième guerre punique. Pour Carthage, la région offre un intérêt majeur en raison d'une capitale dotée d'une enceinte fortifiée et de sa position stratégique près d'importantes ressources minières. Ce mariage permettant de s'assurer de la loyauté de ce peuple ibère.
Himilce se trouve dans le sanctuaire d'Auringis (aujourd'hui Jaén) quand elle rencontre Hannibal Barca, avec qui elle se marie au cours du printemps 221 ou 220 av. J.-C. dans le temple de Tanit à Qart Hadasht. Ils auraient eu un fils. Avant le départ d'Hannibal Barca pour sa campagne militaire, elle l'accompagne au temple de Melkart à Gadès pour y demander une protection à la divinité. Ils ont un fils qui est parfois dénommé Aspar. 
Hannibal Barca tente de convaincre son épouse de ne pas retourner dans son oppidum natal de Castulo car il anticipe déjà un débarquement de l'armée romaine en Ibérie après le début des hostilités. Il veut ainsi éviter qu'elle serve de monnaie d'échange si elle est capturée par les Romains.
L'armée carthaginoise enchaîne les défaites en Ibérie et des enfants devaient être sacrifiés au dieu punique Moloch pour apaiser sa colère. Son père parvient à faire annuler cet ordre, mais l'enfant meurt de temps après d'une épidémie de peste. Himilce meurt également de cette épidémie à Castulo pendant que son époux est en campagne dans la péninsule italienne. Elle aurait été enterrée à Castulo, où est érigée une statue funéraire lui rendant hommage aujourd'hui sur la place del Pópulo à Baeza.

Arbre généalogique de la famille des Barcides.

## Source

### Fond antique
Les sources antiques qui évoquent Himilce sont rares.
Le poète latin Silius Italicus dans son œuvre Punica (livre III) raconte la noce d'Himilce avec Hannibal Barca. Il est le seul auteur à mentionner le nom d'Aspar pour l'enfant d'Himilce et d'Hannibal Barca. Il écrit également qu'elle voulait éviter la guerre avec Rome, mais une fois la guerre déclarée, elle a voulu accompagner son mari en Italie, mais Hannibal Barca refuse et il la laisse à Qart Hadasht. L'auteur nous mentionne qu'elle serait morte lors d'une épidémie de peste en 214 av. J.-C. à Castulo,.
Tite-Live dans son Histoire romaine ne mentionne pas Himilce, mais fait état de l'alliance entre Carthage et Castulo.

### Historiographie

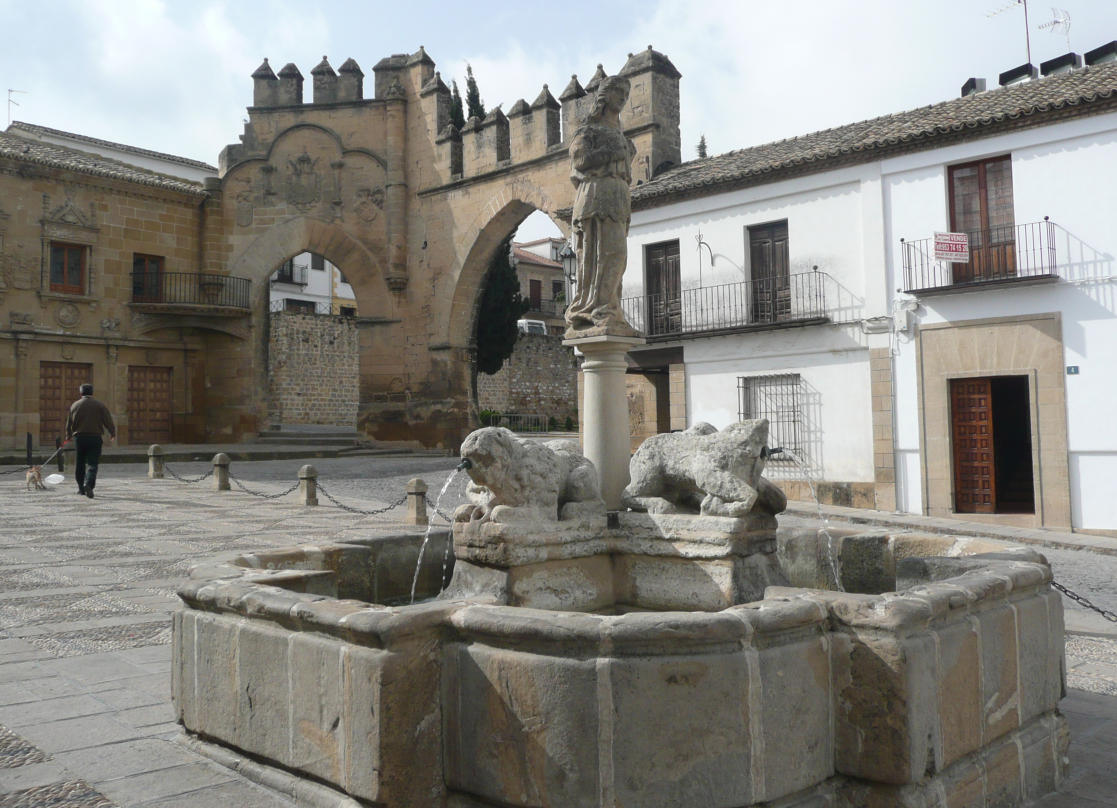
D'après une légende, la statue funéraire supposée d'Himilce sur la place del Pópulo à Baeza.

Rafael Contreras de la Paz dans son œuvre Historia biográfica de la antigua Cástulo décompose son nom en une racine « Hin- » et un suffixe « -Melkert » qui renvoient à la divinité carthaginoise Melkart. Il est alors possible de traduire son nom en « Protégée de Melkart ».
G. López Pinto dans son ouvrage Historia apologética de Cástulo évoque une légende qui raconte la vie d'Himilce après le départ d'Hannibal Barca pour sa campagne italienne, mais elle semble plus romantique qu'historique.
Une autre légende associe à Himilce le visage présent sur la fontaine des lions de la ville de Baeza, mais sans aucune preuve historique ou archéologique.

## Annexe

#### Fond antique
- Tite-Live, Histoire romaine : XXIV (lire sur Wikisource).
- Silius Italicus, Punica : III.

#### Ouvrages généraux
- (es) José María Blázquez Martínez, Cástulo I. Actas de arqueología hispánica, 1975.
- (es) Rafael Contreras de la Paz, Historia biográfica de la antigua Cástulo, Cordoue, Cajasur, 1999.
- (es) Florián de Ocampo, Los cinco libros primeros de la Crónica general de España, que recopila el maëstro Florián do Campo, cronista del rey nuestro señor, Medina del Campo, Guillermo de Millis, 1553 (OCLC 24261910). .
- (es) Gisbert Haefs, Aníbal, Barcelone, Círculo de Lectores, 1991.
- (es) G. López Pinto, Historia apologética de Cástulo, Biblioteca Nacional.

#### Ouvrages spécialisés
- (es) Miguel Vega Blázquez, « El rastro de Himilce », Actas I Congreso de Historia de Linares,‎ 2008, p. 65-71 (ISBN 9788469541296, lire en ligne, consulté le 9 mars 2022). .
- (es) Domingo Faílde, Cinco cantos a Himilce, La Carolina, La Peñuela, 1982.